# Brent (camp petrolífer)
El camp Brent era un jaciment de petroli i gas (1978-2021) a la conca de Shetland Oriental de la mar del Nord, a 190 km al nord-est de Lerwick (Illes Shetland, Escòcia), a una profunditat de 140 metres sota el mar.
El camp va ser explotat per Shell UK Limited, i una vegada va ser una de les zones més productives del Regne Unit, però és esgotat i l'explotació ja no és econòmicament viable. El desmantellament del camp Brent va començar el 2014 amb la plataforma Delta. El març de 2021 va tancar definitivament.

## El nom
Al principi, Shell donava a tots els seus camps petrolífers del Regne Unit  noms d'aus aquàtiques, en ordre alfabètic de descobriment: Auk, Brent, Cormorant, Dunlin, Eider, Fulmar i així successivament.
Brent es refereix a l'oca de collar (en anglès, brent goose), i al seu torn va esdeenir l'acròtic per a designar les formacions geològiques de l'era Juràssica (el Brent Group, BG) que conformen el camp: Broom, Rannoch, Etive, Ness i Tarbert, formacions que tenen nom d'un llac de les Terres altes d'Escòcia).

## Geologia
Situat a la conca de Shetland Oriental, el camp Brent és l'arquetip de molts dels camps de la zona, que consisteix en un bloc de falla inclinada exposant l'epònima formació Brent (el Brent Group), al costat del límit de les falles que van permetre la migració de les zones més profundes adjacents on les formacions d'argiles de Kimmeridge es converteix en hidrocarburs totalment madurs i alliberats.
No és usual a escala mundial, però comú en aquesta conca, el segell o capa de roca del dipòsit (que deté la migració dels hidrocarburs cap a la superfície) és també d'argila de Kimmeridge, o tècnicament la Formació Heather immediatament inferior.
La profunditat del dipòsit és 2.651 metres.

## Producció
L'explotació va començar l'11 de novembre de 1976, i el 13 de desembre 1976 va ser carregat el primer vaixell.
El petroli Brent s'extreia del camp de Brent per quatre plataformes repartides a través d'una línia irregular SSW-NNE. La primera va ser Brent Bravo el 1975, seguida per Brent Delta, Brent Charlie, i Brent Alfa. Des de 2004, la plataforma continuava produint petroli a través d'un col·lector (tots els fluids Brent Alfa es produeixen a través de Brent Bravo).
Una cinquena instal·lació, la plataforma flotant Brent Spar, va servir com magatzem i cisterna de càrrega de boia i es va instal·lar a principi de la construcció del camp. El disseny en forma de «màstil» (en anglès spar) d'aquesta instal·lació li va donar el nom amb el qual es va convertir en la més coneguda de les instal·lacions Brent (fora de la indústria del petroli).
El camp també va incloure una flama remota, el Brent Flare, que va ser utilitzada per a cremar l'excés de gas abans que es construís al camp les instal·lacions de manipulació i exportació del gas. Aquesta unitat va ser donada de baixa i retirada per una gran barcassa el 2005.
El camp enviava el petroli a Sullom Voe per l'oleoducte Brent System, mentre que el gas es transportava a través de la canonada FLAGS cap a la terra ferma a St Fergus, a la costa nord-est d'Escòcia.
El camp va subir un projecte de modernització massiva de 1.300 milions de lliures devers 1995, que va implícar la despressurització del dipòsit sencer i fer grans modificacions a tres de les quatre plataformes. Això les va convertir en plataformes de funcionament a baixa pressió, que podia desbloquejar quantitats significatives de gas natural des del dipòsit i allargar la producció del camp més enllà del 2010.

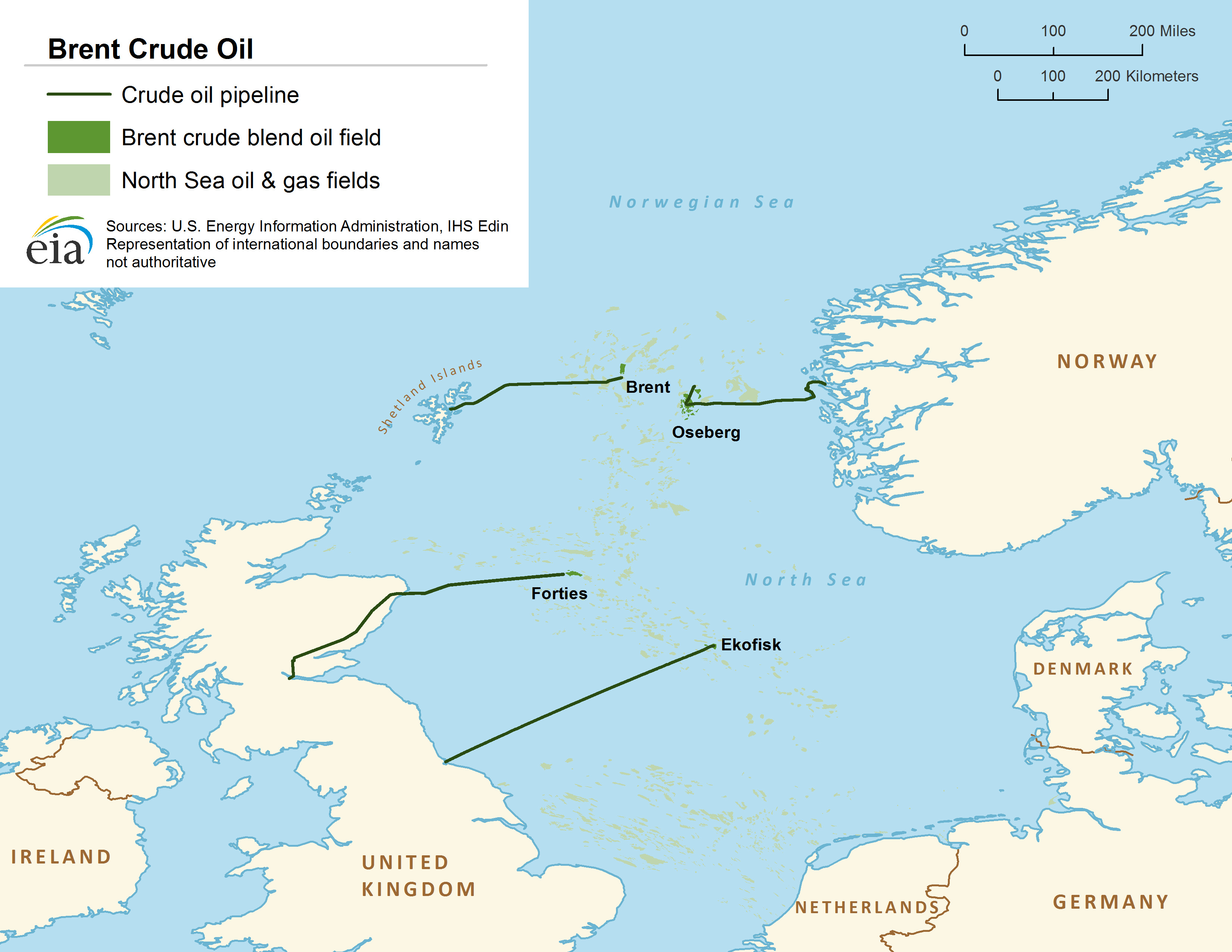
Localització del camp petrolífer Brent
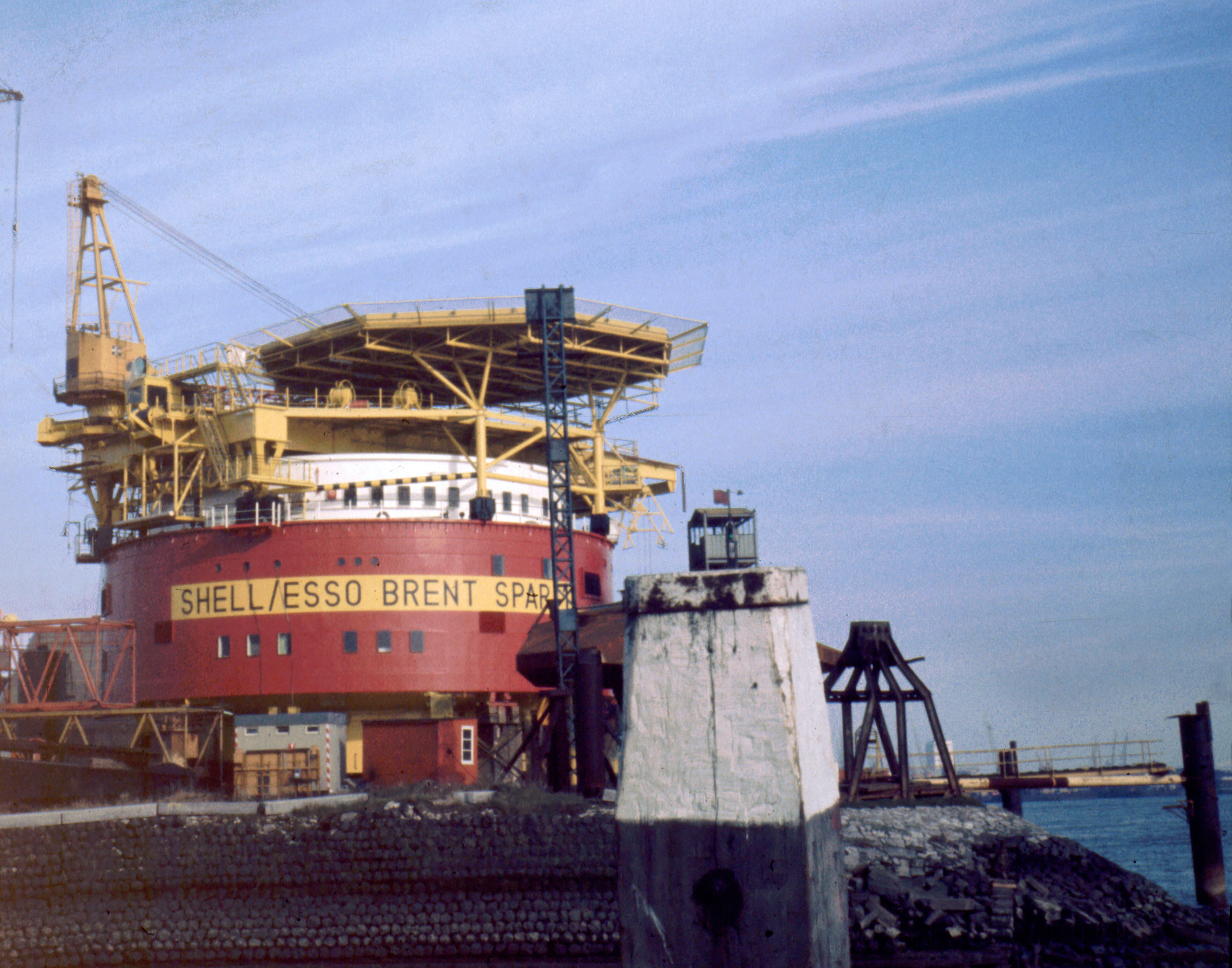
Plataforma Brent Spar en construcció (1975)

## Desmantellament
El Brent Delta (24.200 tones) va parar el 2011, Alpha i Bravo el 2014. Finalment el març 2021 va ser la fi de la plataforma Charlie en operació des de juny 1978. Totes les plataformes van ser transportades cap al port d'Able Seaton, prop de Hartlepool per ser desballestades de manera segura. Separar les  31.000 tones d'acer la plataforma Charlie de les potes de formigó corroïts per l'aigua de mar durant més de quaranta anys i transportar-la uns 350 km de mar endins cap al port va ser una operació de gran envergadura i precisió.